# Groupe OCP
Le groupe OCP est un groupe industriel marocain, fondé en 1920 sous le nom d'Office chérifien des phosphates. Il est le premier exportateur mondial de phosphate brut, d’acide phosphorique et d’engrais phosphatés,,.
En 2017, le groupe compte près de 20 000 collaborateurs implantés principalement au Maroc sur quatre sites miniers et deux complexes chimiques, ainsi que sur divers sites internationaux,.
En 2022, son chiffre d'affaires atteint 114,5 milliards de dirhams, soit 11 milliards de dollars.

## Histoire

### Boujniba, la1remine
Fondé le 7 août 1920, l'Office chérifien des phosphates commence son activité d’extraction et de traitement d’expédition du phosphate le 1er mars 1921, avec l’ouverture de la première mine à M'fassis, dans le bassin de Khouribga, le gisement de phosphate le plus riche du monde. L’acheminement du phosphate jusqu’au port de Casablanca débute la même année, ce qui permet la première exportation de phosphate le 27 juillet 1921. Par la suite, OCP exploitera trois autres sites miniers, Benguérir, Boucraâ-Laâyoune et Youssoufia.

### Développement industriel
La production augmente progressivement pour atteindre cinq millions de tonnes en 1954. Elle continue à se développer, dépassant le seuil de dix millions en 1964 et de vingt millions en 1979.
Entre 1951 et 1961, les installations de séchage et de calcination se développent dans les régions de Khouribga et Youssoufia.
En 1952, le groupe annonce l’exploitation de sa première mine à ciel ouvert.
En 1962, le groupe OCP constitue un service après-vente formé d'ingénieurs et de techniciens sillonnant le monde et ayant pour mission de suivre l'utilisation des phosphates livrés à la clientèle, en vue d'une amélioration constante des qualités produites en fonction de l'évolution des techniques de transformation.
Afin de poursuivre sa croissance et de gagner de nouveaux marchés à l’échelle internationale, le groupe OCP crée en 1965 la société Maroc Chimie, chargée de la production de différents produits dérivés du phosphate grâce à une usine construite à Safi,. Les premières exportations de produits dérivés du phosphate démarrent la même année.

### Création du groupe OCP
En 1975, l’Office chérifien des phosphates devient le groupe OCP,.
Durant les années suivantes, le groupe OCP investit dans la création de nouvelles lignes de production, notamment à Jorf Lasfar, où des travaux de construction d’un nouveau complexe chimique commencent en 1982. Ces nouvelles structures industrielles destinées à la production d’acide sulfurique et d’acide phosphorique deviendront effectives à partir de 1986, suivies par les lignes de production d’engrais en 1987.
En 1994, le groupe OCP démarre un nouveau projet minier à Sidi Chennane, dans la zone de Khouribga, le lancement des travaux de construction de l’usine d’acide phosphorique purifié à Jorf Lasfar en 1996 et son démarrage effectif en 1998.
En 2008, le groupe OCP devient une société anonyme,. À ce jour[Quand ?], le groupe OCP est détenu à 95 % par l'Etat et à 5 % par la Banque centrale populaire,.
En 2014, le groupe annonce la construction du plus long pipeline de transport de phosphate du monde. Situé au Maroc, ce dernier relie la ville de Khouribga à celle de Jorf Lasfar.
En 2017, les engrais représentent 54 % des ventes totales du groupe, la roche 21 % et enfin l’acide phosphorique 15 %. Cette même année, dans le cadre d'un projet de développement du groupe, la direction ouvre l’université Mohammed VI Polytechnique.
En mars 2018, la direction du groupe annonce une hausse de 14 % de son chiffre d'affaires pour l'exercice 2017. Un chiffre d'affaires qui s'est élevé à 48 503 millions de dirhams (MDH) contre 42 471 MDH en 2016,.
En mars 2020, le groupe participe à hauteur de trois milliards de dirhams au fonds de lutte contre le coronavirus créé par le Roi Mohammed VI.
En octobre 2022, Mostafa Terrab indique son intention de mettre à disposition du continent africain 4 millions de tonnes d'engrais en 2023 afin de pallier la pénurie mondiale. Selon son PDG, l'Afrique est approvisionnée en engrais à 80 % par l'OCP.
Le 10 octobre 2023, OCP signe un accord de « prêt vert » de 100 millions d’euros avec la Société financière internationale (SFI-IFC), filiale du groupe de la Banque mondiale dévolue au secteur privé. Cet accord prévoit notamment la construction de quatre centrales solaires dans l'optique de verdir les activités du groupe.
En mars 2025, OCP Nutricops, filiale du Groupe OCP et leader dans le domaine des engrais phosphatés, dévoile un investissement stratégique visant à augmenter sa capacité de production de 9 millions de tonnes supplémentaires d’ici 2028. Ce projet inclut la création de deux nouveaux sites miniers et industriels, Mzinda et Meskala.

## Chronologie de l'entreprise
- 1920 : Création de l'Office Chérifien des Phosphates
- 1921 : Lancement de la production minière à Khouribga
- 1931 : Lancement de la production minière à Youssoufia
- 1965 : Lancement de la production chimique à Safi
- 1976 : Acquisition de 65% de Phosboucraa
- 1980 : Lancement de la production minière sur le site de Benguerir
- 1984 : Lancement de la production chimique à Jorf Lasfar
- 1996 : Lancement de la construction d'une usine d'acide phosphorique purifié à Jorf Lasfar
- 2002 : OCP devient l'unique propriétaire de Phosboucraa
- 2006 : L'Office Chérifien des Phosphates devient OCP
- 2008 : Transformation de l'Office Chérifien des Phosphates en Société (OCP S.A)
- 2011 : Coentreprise avec Jacobs Engineering
- 2013 : Coentreprise avec DuPont de Nemours
- 2014 : Lancement du pipeline entre Khouribga et Jorf Lasfar
- 2016 : Création d'OCP Africa
- 2018 : Inauguration de l'Université Mohammed VI Polytechnique et coentreprise avec IBM

## Organigramme
- Président directeur général
  - Cabinet du PDG
  - Direction des affaires générales et du support à la gouvernance Groupe
  - Direction  Performance et contrôle de gestion
  - Direction exécutive juridique
  - Direction de transformation

## Le groupe
Les activités du groupe sont organisées selon un modèle intégré, couvrant l’ensemble des opérations de la chaîne de valeur depuis l’extraction des phosphates jusqu’à la production et la commercialisation de différents produits notamment des engrais et de l’acide phosphorique.
Le groupe OCP joue un rôle économique et social important au Maroc. Les phosphates et ses dérivés représentent en 2010, en valeur, près d’un quart des exportations du pays et approximativement 3,5 % du PIB.
Depuis 2007, le groupe OCP vise à doubler sa capacité de production annuelle de phosphates d’ici à 2017 (pour atteindre une capacité de production d'engrais de près de 12 millions de tonnes) et à tripler sa production d’engrais d’ici à 2020,.
En 2016, Fitch Ratings confirme la note "d'investment Grade" pour le groupe OCP.
Après approbation de l'Autorité marocaine du marché des capitaux (AMMC) le 9 décembre 2016, le groupe OCP réussit à atteindre 10,2 milliards de dirhams d'emprunt obligataire auprès de la communauté nationale. Cet emprunt représente le plus grand jamais réalisé sur le marché marocain,,.
Le groupe OCP est une entreprise semi-publique sous contrôle de l’Etat, elle agit avec le même dynamisme et la même souplesse qu’une grande entreprise privée, versant à l’Etat marocain tous les droits de recherche et d’exploitation des phosphates, et gérée par un directeur et contrôlée par un conseil d’administration présidé par le Premier ministre.
Le groupe OCP est inscrit au registre de commerce, et est soumis sur le plan fiscal aux mêmes obligations que n’importe quelle entreprise privée (impôt sur les salaires, sur les bénéfices, taxes sur l’exportation…), et chaque année, le groupe OCP participe au budget de l’Etat par versement de ses dividendes.

### OCP Africa
En février 2016, le groupe OCP créé une nouvelle filiale nommée OCP Africa, chargée de piloter le développement du groupe sur le marché africain des engrais par le biais d'un réseau de filiales dans cinq pays d'Afrique. La filiale a obtenu le statut Casablanca Finance City (CFC) permettant aux investisseurs sur le continent africain de pouvoir bénéficier d'un package attractif d'incitations fiscales ainsi que d'autres facilités,.
Les projets du groupe OCP en Afrique couvrent l’ensemble de la chaine de valeur, incluant la construction d’usines d’engrais localement, le développement de capacités de logistique et distribution, ainsi que l’investissement dans la recherche pour le développement de formules adaptées aux besoins des sols et des cultures (cartographie de la fertilité des sols africains et besoins respectifs en engrais). La Banque africaine de développement (BAD) s’est engagée à accompagner ces différentes initiatives du groupe OCP en faveur du continent africain,.
Le groupe OCP prévoit l'ouverture de 14 nouvelles filiales en Afrique subsaharienne afin de faire une entrée prometteuse sur le marché africain. Les principaux pays visés par cette opération sont : la Côte d'Ivoire, le Sénégal, la République démocratique du Congo, le Bénin, le Cameroun, le Nigéria, la Tanzanie, l’Angola, la Zambie, le Zimbabwe, le Mozambique, le Kenya, le Ghana et l’Ethiopie.
Mohamed Anouar Jamali est nommé à la tête d'OCP Africa en 2020.

#### Nigeria
En 2016, le chef de l'État nigérian et le roi Mohammed VI président la cérémonie de lancement d'un partenariat stratégique pour le développement de l'industrie des engrais au Nigéria. Ce partenariat inclut notamment un accord entre le groupe OCP et Dangote Industries Limited pour la création d'une plateforme de production d'engrais au Nigéria. De même, un protocole d'accord pour le développement du marché des engrais est signé entre le groupe OCP et l'association des producteurs et des fournisseurs d'engrais au Nigéria,,. De plus, un projet de gazoduc reliant le Nigéria au Maroc en passant par plusieurs pays d'Afrique de l'ouest est sur le point de voir le jour,.

#### Rwanda
En octobre 2016, lors de la visite du roi Mohammed VI, le ministère de l'Agriculture et des Ressources animales signe un accord avec le groupe OCP pour la construction d'une usine d'engrais sur le territoire national afin de faciliter l'accès de ces derniers aux agriculteurs locaux.

#### Éthiopie
En mars 2018, l'OCP annonce la construction d'une usine d’engrais dans l’Est de l’Éthiopie, à Dire Dawa. Sa capacité de production serait de 3,8 millions de tonnes par an en 2025. Le projet devrait coûter 3,7 milliards de dollars et permettra la création de 1 200 emplois durant sa phase de construction.

### Saftco
Le 25 mai 2016, le groupe OCP ouvre une entité de négoce de matières premières en Suisse incluant phosphate, engrais et produits chimiques.

## Données financières
| Résultats (milliards de dirhams) | 2009 | 2010 | 2011 | 2012 | 2013 | 2014 |
| -------------------------------- | ---- | ---- | ---- | ---- | ---- | ---- |
| Chiffre d'affaires               | 25,3 | 43,5 | 56,4 | 59,4 | 46,2 | 41,4 |
| Résultat net                     | 1,3  | 8,8  | 16,3 | 14,1 | 7,1  | 7,6  |

## Les mines de phosphate au Maroc

### Khouribga
La région de Khouribga contient les gisements de phosphate les plus riches au monde. Le Groupe OCP (Office Chérifien des Phosphates) y a ouvert sa première mine en 1921, et plus de 6100 personnes y travaillent aujourd'hui.
En 2014, un oléoduc a été inauguré entre Khouribga et Jorf Lasfar, afin de transporter le phosphate directement de la mine au centre de traitement à Jorf Lasfar. Celui-ci est ensuite acheminé par voie ferrée vers le port de Casablanca pour l'exportation. Cet oléoduc est le plus long au monde fonctionnant par gravité, ce qui permet d'économiser considérablement en eau et en énergie.
En 2016, la mine a produit environ 18,9 millions de tonnes de roche phosphatée, soit environ 70 % de la production totale du Maroc.
Une autre mine de phosphate a été ouverte dans la région de Khouribga en 1994, suite au lancement d’un nouveau projet minier par l’OCP à Sidi Chennane,
,.